# 03式155mmりゅう弾砲用多目的弾
03式155mmりゅう弾砲用多目的弾（まるさんしき155ミリりゅうだんほうようたもくてきだん）は、日本で開発された155mm榴弾砲用のクラスター弾頭。2003年に制式化されたものの、クラスター弾に関する条約に基づき、廃棄された。

## 概要
親弾より敵地上空にて多数の子弾を放出するクラスター弾頭であり、通常の榴弾より、一発あたりの危害範囲を拡大し、対人のみならず、軽装甲車両に対する撃破割合を向上させるために開発された。砲より発射後、時限信管の設定により、ガス圧を用いて子弾を放出する。
特に遠距離攻撃時に、少数の砲弾で、多数の軽装甲車両を撃破することが期待されていた。
軽装甲車両に対する攻撃力も有させるため、子弾は耐装甲能力を有する成形炸薬であり、落下中に成形炸薬弾頭が下向きになるよう、子弾には姿勢制御用のリボンと小翼が付けられている。危害範囲は100m四方とされている。03式が運用可能な火砲は、陸上自衛隊が装備している155mmりゅう弾砲 FH70、75式自走155mmりゅう弾砲、99式自走155mmりゅう弾砲である。
アメリカ軍は、クラスター弾頭としてDPICM（155mm砲用M483A1など）を実用化していたが、03式は国内開発によるものであり、1996年から試作が開始され、2003年に制式化された。子弾の不発弾の減少も検討され、自爆機構等が組み込まれている。開発費用は約88億円。
2008年署名・2010年発効のクラスター弾に関する条約に抵触するため、2013年から廃棄処分が開始された。仮射表は作成されていたものの、条約締結の影響により、射表作成までには至っていない。2015年までにノルウェーにて全て爆破処分されている。なお、2010年時点の自衛隊での保有数は2,702発であった。